# M151

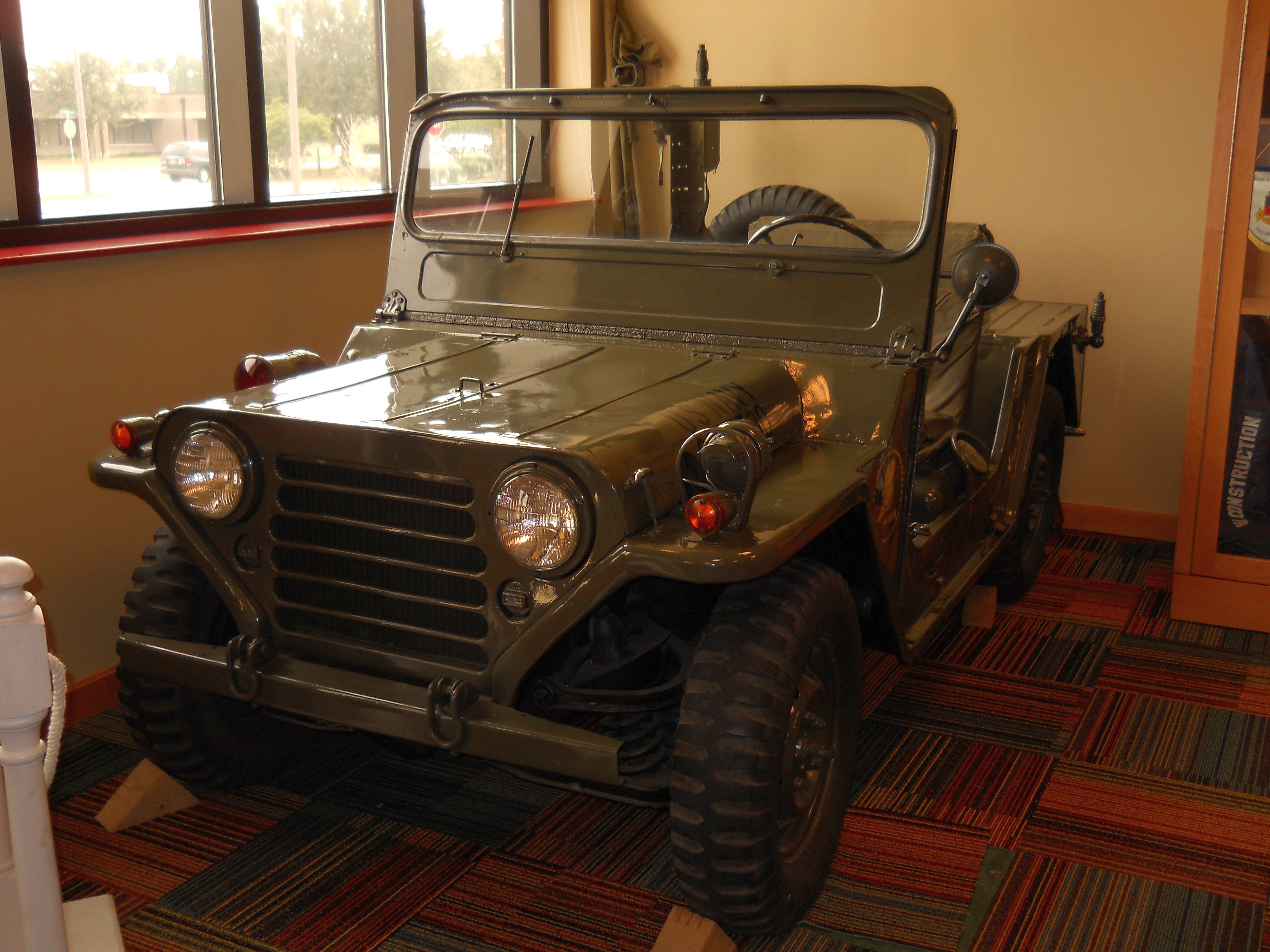
M151

M151（Military Utility Tactical Truck：MUTT, マット）は、フォード・モーター社がアメリカ陸軍および海兵隊向けに開発した1/4トン積の軍用車両である。第二次世界大戦におけるMB/GPWや、戦後のM38/M38A1などの、いわゆるジープの後継となる小型汎用車両で、「ケネディジープ」という非公式な愛称を持つ。

## 概要
乗員は、ドライバーを含め4名。ベトナム戦争で実戦投入され、陸軍では1990年代初期まで使用された。後に後継車のハンヴィーに更新されたが、海兵隊ではハンヴィーが大柄でC-130輸送機での輸送と早期展開が困難な事から、現在も使用されている。
車体は、鉄骨のはしご型フレームにボディを載せていたジープに対し、ボディの一部を断面の大きな鋼板ボックスフレームとして一体化した、モノコック構造が導入された。これにより、大幅な低床化・軽量化・構造の簡略化が図れたが、戦場ではスタックした際にフックで牽引すると車体が歪むなどの難点も見られた。また、フロントグリルは横スリットになっているが、これは、ジープの縦スリットデザインが著作権と商標登録で保護されていたためである。
モノコックボディと共に、サスペンションもジープの四輪リーフリジッドから、コイルスプリングを用いた、フロントダブルウィッシュボーン、リアスイングアクスルの四輪独立懸架へと大きく変わった。5インチ拡大されたホイールベース（2,030→2,160mm、前/後トレッドは1,346/1,340mm）と相まって、この新しいサスペンションには移動速度の向上と兵員の消耗低減が期待されていたが、特に軽積載（無反動砲を搭載するなど）かつ高い速度域での旋回時に、イン側リアサスペンションの伸び上がり（ジャッキアップ現象）から横転につながることが判明し、後にセミトレーリングアーム式サスペンションへの設計変更を余儀なくされた。一方、前後に長いリーフスプリングを廃したことで、対地障害となる前後のオーバーハングを切り詰める事ができた。
エンジンは、オーソドックスな縦置き水冷直列4気筒OHVのフォード製ガソリンエンジンで、ボア×ストローク 98.3×76.2mm排気量2,319ccから、最高出力71馬力（52kW）/4,000rpm、最大トルク17.6kg・m（173Nm）/1,800rpmを発揮する。
トランスミッションは、前進4速、後退1速のMT、駆動方式は2速の副変速機付きトランスファーを介して後輪駆動と四輪駆動を切り替えるパートタイム4WDである。

## バリエーション

### M151
M151（1960年）
初期型。フロントフェンダー前端はストレート。リアサスペンションに用いたスイングアクスルの特性から、コーナリング時の横転事故が多発した。
M151A1（1964年）
リアサスペンションの伸び上がりを抑えた改良型。
M151A1C
M40 106mm無反動砲搭載型。乗員2名+弾薬6発を搭載可能。航続距離は442kmまたは275マイル。後に下記のM825に改称される。
M151A1D
戦術核兵器のデイビー・クロケット搭載型。大きな仰角での射出に対応。
M151A2（1970年）
リアサスペンションの形式をセミトレーリングアームへと変更した最終型。前後のターンシグナルランプが大型化され、フロントフェンダー前端の形状も変わった（画像参照）。
M151A2 TOW
BGM-71 TOW対戦車ミサイル搭載型。乗員と弾薬を2台に分載する必要があり、不便をきたしたため、後継車のハンヴィーでは最初からTOWチーム一式を搭載できる様に設計されている。
M151A2 FAV
陸軍第82空挺師団と海兵隊特殊部隊向け仕様。エアボーンによる緊急展開や突撃用。ロールバー、複数の銃架、ストレージボックス、照明などを装備。

### M718
リアオーバーハングを延長し、担架を収容できる様にした前線の負傷者搬送仕様（救急車）。ベースとなったM151に準じ、無印・A1・A2の各型がある。

### M825
前述のM151A1Cを改良したもの。M40 106mm無反動砲搭載型。

### M1051
海兵隊向けの消防仕様。

### MRC108
マルチバンド通信機を搭載した前線航空管制仕様。

## 導入国

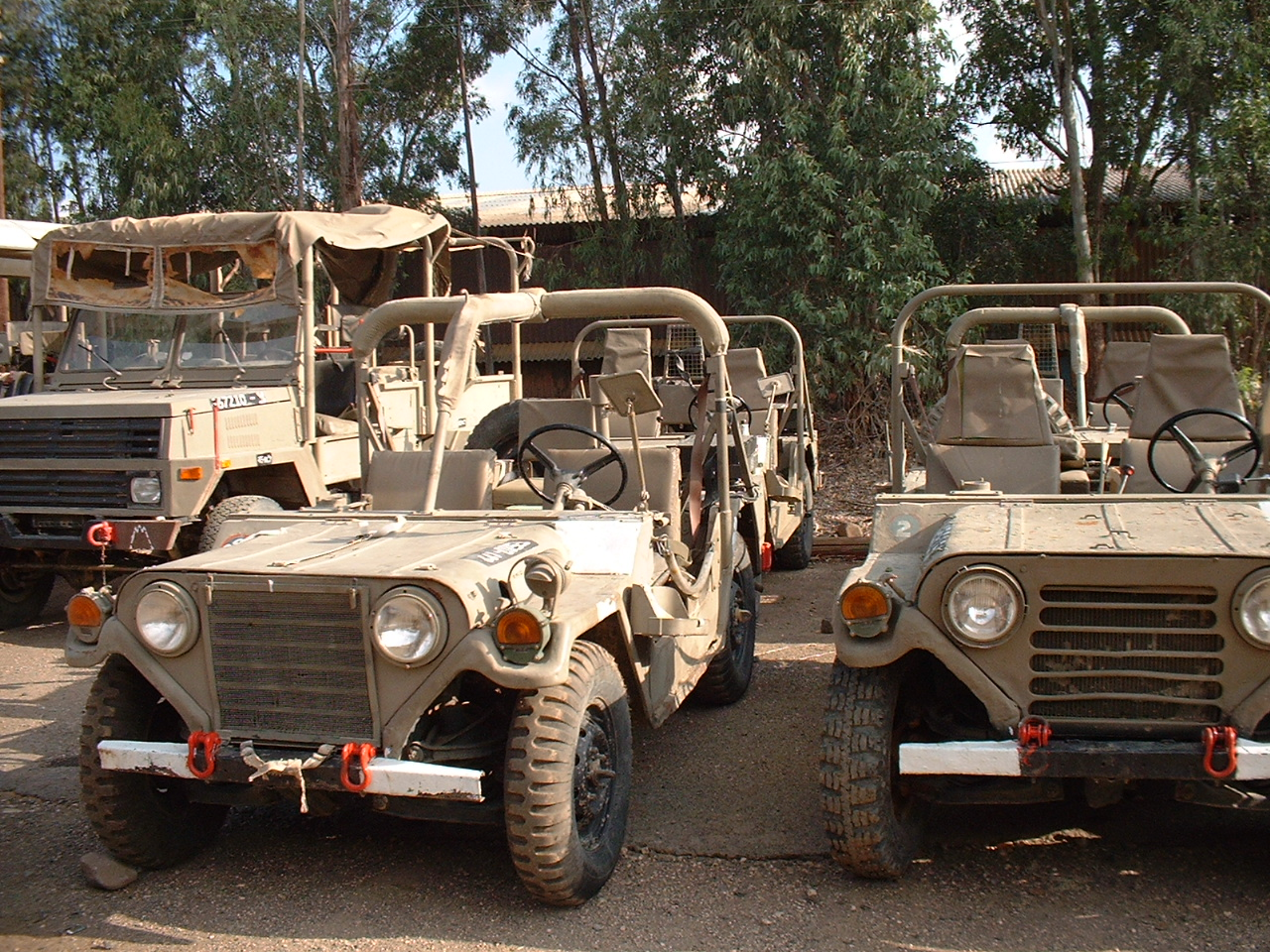
イスラエルで使用されたM151A2

M151は、アメリカの他、カナダ、デンマーク、イスラエル、イギリス他多くの国の軍隊で導入された。イスラエル軍では、M151に"Shmira"のニックネームを付け、多数を使用した。

## 払い下げ
国民の税金によって製造される軍用車両は、用途廃止後に競売で民間への払い下げが行われている国が多く、アメリカでもピックアップトラックを初めとした多くのソフトスキン（非装甲車両）が放出されている。しかし、M151は前述の操縦安定性を理由として、問題の無いA2を含め、車両の形での払い下げが全て禁止され、車体は前後2分割、あるいは十字に切り込みを入れて4分割に解体された。
現在旧車趣味の世界で流通しているものは、解体を免れてアメリカ軍以外から放出された個体か、米国以外の駐留地で廃車、解体されたものを溶接し直して復元した個体である。

## 登場作品

### 映画
『GUN CRAZY 復讐の荒野』
沖縄本島に駐留する在日米軍の車両が登場。東条孝也率いるギャングと癒着している米兵が、津尊町で犯罪行為を働く際に移動手段として用いる。
『MW-ムウ-』
在日米軍東京基地（架空）の車両として登場。毒ガス兵器「MW」と人質の将軍を押さえ東京基地に立て籠る主人公の1人への対応にあたり、事件の重要参考人となったもう1人の主人公を現場まで輸送する。
『ある兵士の賭け』
ベトナムでアメリカ軍の車両として登場。
『怪獣大決戦ヤンガリー』
地球防衛軍（UNDA）に参加したアメリカ軍の車両として登場。エイリアンが発掘現場の化石から蘇生させたヤンガリーの調査に赴き、主人公らと合流した後に、ネバダ州とカリフォルニア州の州境付近でヤンガリーと遭遇する。
『帰ってきたウルトラマン マットアロー1号発進命令』
MATが運用する「マットジープ」として登場。MAT基地内に駐車されている。
『ゴジラシリーズ』
『GODZILLA』
米軍の車両が登場。パナマおよびジャマイカでゴジラが残した痕跡を調査する部隊と、ニューヨークへのゴジラ襲来を受けてニュージャージー州に移動司令センターを設け展開する部隊が用いている。
『ゴジラ×モスラ×メカゴジラ 東京SOS』
アメリカ空軍の車両が登場。ヒッカム空軍基地で用いられている。

『コマンドー』
オープントップ仕様が登場し、敵が移動用に使用する。
『戦争の犬たち』
キャット・シャノン率いる傭兵たちが乗車する。
『復活の日』
陸上自衛隊の車両として登場。MM-88感染者の遺体の山を火炎放射器で荼毘に付す自衛隊員らが、1/4tトラックとともに使用する。
『メン・イン・ブラック3』
ケープ・カナベラルを警備していたMPの車両として登場。

### テレビ
『ミリタリー・モーターズ』
米軍の払い下げ品を販売する自動車会社。M151を500台以上所有している。

### 漫画・アニメ
『ガールズ&パンツァー』
第10話「クラスメイトです！」にて、サンダース大付属高校のナオミがケイとアリサを乗せて運転する。フルオープンの状態でルーフもドアも付いていない。
『こちら葛飾区亀有公園前派出所』
登場人物の1人、ボルボ西郷がTOW搭載型を自家用車として所有。
『ルパン三世VS名探偵コナン』
ヴェスパニア王国陸軍の兵士たちが、ロケットランチャーとM60機関銃付きの車両を使用。

### ゲーム
『Just Cause』
「Wallys GP」の名称で登場する。重機関銃を搭載した武装型と非武装型があり、サン・エスペリート人民解放戦線とサン・エスペリート軍が使用している。
『Wargame Red Dragon』
NATO陣営のアメリカ軍デッキで使用可能な車両としてA1とA2が登場する。A2のみ、M240機関銃とM2重機関銃搭載型とBGM-71 TOW対戦車ミサイル搭載型が使用可能。
『バトルフィールドシリーズ』
『BFV』
アメリカ陸軍・アメリカ海兵隊・南ベトナム軍の輸送車両として非武装型とTOW対戦車ミサイルを搭載した型が登場する。
『BFBC2V』
追加コンテンツのベトナムでアメリカ軍の車両として登場。
『マーセナリーズ』
北朝鮮反乱軍の偵察車としてPKM 7.62mm機関銃を搭載した車両が登場する。
『マーセナリーズ2 ワールド イン フレームス』
PS2版を除き登場。P.L.A.Vとソラーノ軍が使用する。P.L.A.Vが使用するものは「コラレス偵察車」の名称で、ソラーノ軍が使用するものは「イグアナ」の名称で登場する。
『メタルギアソリッド』
スネークらが崩壊する基地内から脱出する際に使用する。M60機関銃が搭載されている。